# Партія Народної Дії
Партія Народної Дії (ПНД) (англ. People's Action Party (абрев.: PAP); спрощ.: 人民行动党; кит. трад.: 人民行動黨; піньїнь: Rénmín Xíngdòngdǎng; малай. Parti Tindakan Rakyat; там. மக்கள் செயல் கட்சி) — провідна політична партія Сингапуру. Правляча політична партія з 1959 року.
У 2011, на Сингапурських загальних виборах, ПНД виборола 81 з 87 місць у парламенті Сингапуру, отримавши 60,4% від загального числа поданих голосів.

## Історія
Партія була заснована в 1954 році в Сингапурі, колонії Британської імперії. Генеральний секретар ПНД був Лі Куан Ю. У 1955 партія отримала 3 місця з 32 місць у Законодавчих зборах.
У виборах 1959 році, ПНД виборола 84% місць у Законодавчих зборах і відтоді в Сингапурі є домінуючою партією. 5 червня 1959 Генеральний секретар ПНД Лі Куан Ю був приведений до присяги як прем'єр-міністр Сингапуру і залишався на цій посаді до 28 листопада 1990 року. Наступні прем'єр-міністри — Го Чок Тонг (1990–2004) і Лі Сянь Лун (з 2004).
У 1963–1965 роках, коли Сингапур був у складі Малайзії, ПНД залишався в опозиції до уряду в Куала-Лумпурі, зберігаючи при цьому владу на острові.

## Ідеологія
Основою доктрини в перші дні ПНД був антиколоніалізм. Серед засновників переважали ліві, були також залучені представники профспілок і комуністи. Влада колонії, приборкуючи комуністів, заарештувала багато активістів ПНД. Крім того, в 1961, партія зазнала розкол — була утворена партія Соціалістичний фронт (малай. Barisan Sosialis). У результаті цих дій, у партії прийшли до влади помірні політики, запанував відхід від екстремістської ідеології.
ПНД входила до Соцінтерну у 1966—1976 роках. Вийшла з Інтернаціоналу в зв'язку зі звинувачуванням від Голландської лейбористської партії у авторитаризмі.
Провідні засади ПНД — прагматизм (політичний реалізм), меритократія, мультикультуризм, комунітаризм і Зелена політика.